# Gabriele Rossetti (Dichter)

Gabriele Rossetti gemalt 1848 von seinem Sohn Dante

Gabriele Pasquale Giuseppe Rossetti (* 28. Februar 1783 in Vasto, Provinz Chieti, Region Abruzzen, Italien; † 24. April 1854 in London) war ein italienischer Dichter und Gelehrter.

## Leben
Sein Vater handelte mit Eisenwaren in Vasto d’Ammone. Gabriele war Kustos am damaligen Museum Bourbon in Neapel und setzte sich für mehr Freiheit ein. 1806 hatte er den Gedichtband „Poesie Varie pel glorioso monarca“ veröffentlicht, den er Joseph Bonaparte widmete und diesen lobte, die Bourbonen vom Thron gestoßen zu haben.
Die Bourbonen übernehmen wieder den Thron, nachdem Napoleon 1813 abdanken musste. Ferdinand IV. vereinigte Neapel und Sizilien 1816 wieder zum Königreich beider Sizilien (Regno delle Due Sicilie) und nannte sich nun Ferdinand I. von Sizilien. Auch Rossetti gehörte zum Umkreis der Aufständischen, die den König in Neapel 1820 zur Gewährung einer Verfassung gezwungen hatten. Bereits 1821 widerrief er jedoch diese auf dem Kongress der Heiligen Allianz in Laibach und setzte mithilfe österreichischer Truppen sein absolutes Regiment durch. Über die Liberalen wurden furchtbare Strafgerichte verhängt.
Durch seine patriotischen Lieder und Veröffentlichungen bekannt, musste Rossetti sich verstecken. Dora Eden, die Ehefrau des englischen Admirals, Sir Graham Moore, hatte von der Gefahr gehört, in der sich Rossetti befand. Sie konnte den Admiral überzeugen, mit Hilfe seines Adjutanten in einer Kutsche auf ein Schiff zu bringen, das am nächsten Tag nach Malta segelte. Hierfür wurde der Dichter in eine englische Uniform verkleidet. In Malta, wo er sich von 1823 bis 1825 aufhielt, freundete er sich mit dem dortigen Gouverneur, John Hookham Frere, der ihm wertvolle Einführungsschreiben mit nach London gab. 1825 dort angekommen, lebte er als Exilant, obwohl er aller Vorteile seines Ansehens in Italien beraubt war.
Mit 43 Jahren heiratete er am 10. April 1826 die 17 Jahre jüngere Frances Mary Lavinia Polidori, deren Vater Gaetano ebenfalls aus Italien geflüchtet war. Die Ehe wird als glücklich beschrieben. Aus der gemeinsamen Verbindung gingen vier Kinder hervor:
- Maria Francesca (1827–1876), Schriftstellerin und anglikanische Nonne
- Dante Gabriel (1828–1882), Maler und Mitbegründer der Präraffaeliten
- William Michael (1829–1919), Schriftsteller und Mitbegründer der Präraffaeliten
- Christina Georgina (1830–1894), Dichterin

Sein Haus in der Charlotte Street war für viele Jahre erste Anlaufstation für italienische Flüchtlinge. 1831 wurde Rossetti zum Professor für Italienische Sprache und Literatur am King’s College in London ernannt. 1843 wurde Gabriele auf einem Auge blind und es bestand die Gefahr, dass das andere Auge in Mitleidenschaft gezogen werden könne – aber glücklicherweise wurde er nicht gänzlich seiner Sehkraft beraubt. Zwangsläufig musste er die Professur aufgeben. Er hatte gegen Ende auch nur wenige Studenten, denn diese bevorzugten inzwischen das Studium der deutschen Sprache.
Nun waren alle gezwungen, zum Familienunterhalt beizutragen. William musste 1845 das College verlassen und fand eine Stelle beim Steueramt. Maria Francesca ging als Erzieherin zu Gertrude Thynne, einer Nichte von Lady Bath. Die Mutter, Frances Mary Lavinia, eröffnete eine Tagesschule in der Arlington Street. Eine weitere Schule in Frome Selwood, Sommerset, musste nach einem Jahr aufgegeben werden. Später kamen Schlaganfälle hinzu, die ihn bewegungsunfähig machten. Er ertrug seine Leiden mit Geduld und Mut.
Er veröffentlichte seine Werke in italienischer Sprache und galt als Kapazität für Dante Alighieris Werke, über den er eine 6-bändige Ausgabe herausgab.
Am 26. April 1854 verstarb Gabriele Rossetti in der 166, Albany Street, Regent’s Park, London, im Beisein der ganzen Familie. Er wurde auf dem Friedhof von Highgate beigesetzt.

## Ehrungen
In Italien wurde Rossetti als Freiheitskämpfer weiterhin geachtet. 1883 wurde der hundertjährige Geburtstag gefeiert. Eine Medaille wurde ihm zu Ehren geprägt. Sein Haus in Vasto wurde von der Gemeinde erworben und ist jetzt Sitz des „Rossetti European Centre“ im „Casa Rossetti“. Die ehemalige „Piazza del Pesce“ wurde in „Piazza Gabriele Rossetti“ umbenannt. Auch das „Teatro Comunale Rossetti“ trägt seinen Namen.

## Galerie

Gemälde von Dantes Mutter Frances Mary Lavinia von 1854
Zeichnung von seinem Vater 1853
Ölgemälde der Mutter 1865
Die Brüder Rossetti 1838

## Werke
- La divina commedia di Dante Alighieri con comento analitico di Gabriele Rossetti; in sei volumi. Publisher: George Murray, London 1827
- Il veggente in solitudine; poema polimetro di Gabriele Rossetti (1846)
- Versi (1847)
- Werke von Gabriele Rossetti im Internet Archive – online – in italienischer Sprache